# Айзерман Марк Аронович
Марк Аронович Айзерман (24 травня 1913, Двінськ, Вітебської губернії Російської імперії — 8 травня 1992, Росія) — радянський учений в галузі механіки і теорії управління, доктор технічних наук, професор. Представник першого покоління кібернетиків в СРСР. Професор і завідувач кафедри теоретичної механіки МФТІ.

## Біографія
Народився у Двінську в сім'ї Арона Ізраіловича Айзермана (1878—1960) і Рози Львівни Айзерман (1882—1962).

### Робота
1939 рік — працював в Інституті автоматики і телемеханіки АН СРСР.
У 1941 році, незважаючи на наявну «бронь», пішов добровольцем на фронт. Демобілізувався в 1945-му.

### Науковий ступінь
У 1946 році захистив докторську дисертацію з теорії нелінійних систем регулювання.
1982 року з ініціативи Айзермана в Інституті автоматики і телемеханіки АН СРСР була організована лабораторія динаміки нелінійних процесів управління, яку очолив Є. С. П'ятницький.
У тому ж році на базі першого сектора 25-ї лабораторії, очолюваної Айзерманом, за його ініціативою була створена лабораторія з обробки великих масивів інформації в ієрархічних системах, яку очолив доктор технічних наук, професор О. О. Дорофеюк.

## Нагороди
- 11 березня 1985 року — орден Вітчизняної війни II ступеня[7];
- 27 березня 1954 року — орден «Знак Пошани»;
- медалі
- 1964 рік — став лауреатом Ленінської премії за створення універсальної системи елементів промислової пневмоавтоматики.

## Цікаві факти
- Передав у науково-технічну бібліотеку МІРЕА 1500 книг зі своєї особистої бібліотеки[8].
- У фізтехівській субкультурі підручник Айзермана з теоретичної механіки називається «Айзермех». На слова «Як писав покійний Айзерман…» лектор Айзерман обґрунтовано заперечував: «Це не у мене, а у Гантмахера!» («Лекції з аналітичної механіки» Гантмахера).
- За жартівливою версією[9], найменування станції Марк пов'язано з тим, що Марк Аронович часто засинав і проїжджав повз станцію «Новодачна». Провідники, виконуючи його прохання будити його перед наступною зупинкою, виголошували «Марк, наступна Новодачна!». Проте Марк Аронович народився в 1913 році, і лише з 1946 року міг регулярно їздити приміськими поїздами Савеловського напрямку; станція існує з 1900 року.

## Основні роботи
- Айзерман М. А., Смирнова И. М.  О применении методов малого параметра для исследования периодических режимов в системах автоматического регулирования, которые малого параметра не содержат // Памяти А. А. Андронова. — М., 1955.
- Айзерман М. А., Гантмахер Ф. Р.  Абсолютная устойчивость регулируемых систем. — М.: АН СССР, 1963.
- Айзерман М. А., Гусев Л. А., Розоноэр Л. И., Смирнова И. М., Таль А. А. . Логика. Автоматы. Алгоритмы. — М. : Физматгиз, 1963. — 556 с.
- Айзерман М. А. Теория автоматического регулирования. 3-е изд. — 1966. — 452 с.
- Айзерман М. А. Классическая механика. 2-е изд. — М.: Наука, 1980. — 367 с.
- Айзерман М. А., Малишевский А. В. Проблемы логического обоснования в общей теории выбора: Общая модель выбора и его классически-рацион. основания. Препринт. — М.: ИПУ, 1980. — 71 с.
- Айзерман М. А., Малишевский А. В. Проблемы логического обоснования в общей теории выбора: Прим. анализа рациональности механизмов выбора. Препринт. — М.: ИПУ, 1982. — 72 с.
- Айзерман М. А., Малишевский А. В. Проблемы логического обоснования в общей теории выбора: Уровни и критерии классич. рациональности выбора. Препринт. — М.: ИПУ, 1982. — 79 с.
- Айзерман М. А. Теория автоматического регулирования. — М.: Наука, 1984.
- Айзерман М. А., Литваков Б. М. Псевдокритерии и псевдокритериальный выбор: О некоторых обобщениях теории выбора вариантов. Препринт. — М.: ИПУ, 1987. — 47 с.
- Айзерман М. А., Алескеров Ф. Т. Выбор вариантов: основы теории. — М.: Наука, 1990. — 236 с.
- Айзерман М. А., Вольский В. И., Литваков Б. М. Элементы теории выбора: Псевдокритерии и псевдокритериальный выбор. — 1994. — 216 с.